# Irena Balánová
Irena Balánová (* 1. dubna 1949) je bývalá česká a československá politička a bezpartijní poslankyně Sněmovny národů Federálního shromáždění za normalizace.

## Biografie
K roku 1981 se profesně uvádí jako provozní technička. Ve volbách roku 1981 zasedla do české části Sněmovny národů (volební obvod č. 46 - Trutnov, Východočeský kraj). Mandát obhájila ve volbách roku 1986 (obvod Trutnov). Ve Federálním shromáždění setrvala do konce funkčního období, tedy do svobodných voleb roku 1990. Netýkal se jí proces kooptací do Federálního shromáždění po sametové revoluci.
K roku 2011 se uvádí bytem Trutnov.